# Stenocionops spinosissimus
Stenocionops spinosissimus är en kräftdjursart som först beskrevs av de Saussure 1857.  Stenocionops spinosissimus ingår i släktet Stenocionops och familjen Mithracidae. Inga underarter finns listade i Catalogue of Life.